# 洛克人Zero (游戏)
《洛克人Zero》是由Inti Creates开发，卡普空发行，Game Boy Advance独占的一款平台动作游戏。本作是洛克人Zero系列的第一作，于2002年4月26日在日本首度发行，并于该年下旬发行于北美和欧洲地区。
游戏剧情设定在《洛克人X》世界的100年后，围绕雷普利机器人主角杰洛与人类科学家雪儿展开，讲述他们与守卫军共同对抗乌托邦“新·阿卡迪亚”的故事。虽然该游戏与元祖系列及X系列均为平台动作游戏，但本作放弃了该二系列自由选择头目并取得其武器的传统，转而引入了任务系统及与任务对应的世界，玩家也可以获取“电子精灵”进而在进行任务时获得一些能力及属性上的提升。
本作由卡普空的外包公司Inti Creates制作，Inti Creates负责了游戏的近乎所有方面，但加入主角杰洛则是因稻船敬二要求。本作获得了各大媒体的一致好评，虽然许多玩家对其极高的难度感到退却，评论家们却对游戏的故事线、画面及对系列动作游戏传统的微调大加赞赏。本作一经发行便获得了巨大的销量，卡普空也因此在GBA上继续发行了三部续作，并在任天堂DS上发行了后续系列的两部作品。2014年10月22日本作上线于Wii U的Virtual Console中。
2020年2月，本作作为《洛克人Zero & ZX 雙雄合集》的一部分发行于Steam、任天堂Switch、PlayStation 4及Xbox One平台上。

## 游戏玩法

玩家操作杰洛冲刺并砍杀敌人，左侧状态栏显示杰洛的生命值

本作继承了洛克人元祖系列及洛克人X系列的平台动作风格，游戏通过二维精灵图之间的对话过场及手绘画作来叙述剧情。玩家需要扮演主角杰洛，接受任务完成不同的横向卷轴关卡，击败敌人，收集物品并同头目对战。玩家可以控制杰洛奔跑、跳跃、使用主武器攻击或使用副武器（如果可用）。同洛克人X系列相同，玩家也可以在地面上冲刺，抓蹬墙或者进行一系列组合动作 。与前系列作可以在菜单选择关卡不同，本作则展现一个个独立但相连的“超世界”，游戏中的反抗军基地则作为一个通往游戏各个世界的中心。玩家可以选择接受任务，并在对应的地图区域执行，完成一项任务后有几率解锁其它任务，玩家默认只有三次继续任务的机会来完成每一个任务，计数归零游戏即结束。如果玩家在执行非关键任务时进行“撤退”，耗尽所有继续机会或者在死亡后“放弃”将会将该任务标为“失败”，同时亦无法了解游戏部分内容。
玩家可以通过长按蓄力令杰洛使用武器发动更强力的攻击，亦可以通过不断使用武器使其等级提升，比如发起更多攻击（子弹），扩大攻击范围或者缩小蓄力时间，提升取决于武器类型。在以往的洛克人系列游戏中，玩家可以通过击败头目来获得其武器并在之后的头目战或者攻击小型敌人时使用它们，但在洛克人Zero中，玩家击败头目后可以获得元素芯片，通过其进行的蓄力攻击可以实现元素效果，并对与该元素相克的敌人产生更大伤害。本作亦引入“电子精灵”，可在特定任务中的隐藏地点发现或者从击败的敌人那里收集。玩家可以收集电子精灵对杰洛或游戏关卡实现临时或永久的效果加成，不过只能使用一次。不同的电子精灵有着诸多的效果，有的可以减少头目的能量槽，还有的能够在一个关卡中令所有敌人缓慢行动。每一个关卡最多只能装备三个电子精灵，并且部分电子精灵只能在有足够能量水晶时才能被激活，能量水晶可收集，击败敌人后也有概率产生。当玩家结束任务后，玩家的表现将以百分表形式呈现并被评级，结果基于任务完成时间、击败敌人数以及造成的总伤害量。

## 剧情
本作的時間點大约在洛克人X系列事件的100年后，非正規战争的末期，传說中的非正規猎人，艾克斯和杰洛，都已消失许久。故事开端一位人类科学家，雪儿，和她的电子精灵Passy以及其反抗军同伴在一个地下废弃实验室正被追杀，追杀他们的则是大规模生产的机器人“万神殿”以及其它恐怖的机器。反抗军伤亡惨重，雪儿、Passy和剩余的军队来到了杰洛所在的密室，此时杰洛已经休眠了近一世纪。Passy为唤醒杰洛而牺牲了自己，杰洛醒来后意识却模糊不清。雪儿迫切地向杰洛寻求帮助，并向杰洛解释他们处于一个雷普利机器人被误判为异常者的世界，且这些机器人正要被逐步清除，实施这条法令的则是曾经声名远扬的艾克斯。带着对该事的震惊与对自己“传说中的非正規猎人”身份的疑问，杰洛帮助雪儿逃离实验室并加入了她的反抗军，同艾克斯及乌托邦“新·阿卡迪亚”对抗。
为了帮助雪儿争取更多时间来制造新能源以使人们有一个安全的居住地，杰洛便代表反抗军执行任务。一天，新·阿卡迪亚突袭反抗军基地，大家被迫撤离。混乱之中，雪儿向杰洛坦白她曾为让人类和雷普利机器人和平相处而协助建造了新·阿卡迪亚，并让艾克斯作为他们的领导者，但是计划因能源短缺危机而中断，艾克斯也离奇消失。为了挽救局势，在六岁时她制造了艾克斯的复制品并使其成为新领导者。复制艾克斯也争取实现艾克斯建立和平世界的终极目标，但是却缺少本体的道德判断。由于复制艾克斯认为雷普利机器人这一族群于人类而言是威胁，同时为减少能源消耗，便对他认为会对人类产生威胁的任何雷普利机器人冠以非正規的罪名，并通过公平审判消灭他们。
杰洛在行进的过程中陆续击败四天王：贤将赫尔琵亚、隐将潘恩托姆、斗将法布尼尔和妖将蕾薇雅丹。潘恩托姆竭尽全力摧毁杰洛无果后自毁，而其它三位天王则撤退。最终杰洛入侵了新·阿卡迪亚并击败了复制艾克斯，复制艾克斯则尝试与杰洛同归于尽，杰洛及时撤退，随着一声巨响，新·阿卡迪亚被摧毁。由于能源不足，杰洛在附近的沙漠倒下。随后出现一个模糊的身影，便是艾克斯本尊，此前一直以电子精灵的形态指引着杰洛。艾克斯表达了他对永无休止战斗的厌倦，并将世界回归和平的任务托付给杰洛后消失。杰洛醒来后，发现自己被万神殿的军队包围，他将艾克斯的话铭记在心，并承诺将继续与新·阿卡迪亚的斗争，随后冲进战场，斩断一位万神殿后，游戏剧终。

## 开发与发行
本游戏由卡普空的前员工于1996年成立的Inti Creates公司负责开发。在本作的概念提出之前，卡普空已从1987年开创的洛克人元祖系列扩展至衍生系列洛克人X系列以及两个非平台动作系列，洛克人DASH系列以及洛克人EXE系列。在开发洛克人Zero之前，Inti Creates已经开发了数款3D游戏，但由于销量不佳，公司事业平平。而Inti Creates的多数员工曾经加入卡普空的原因便是喜爱《洛克人》，离开卡普空后却仍牵挂着这一系列，因而当时公司的副社长，津田祥寿便想以外包的形式同卡普空合作开发新洛克人游戏，并在2000年的E3电玩展联系了洛克人系列的制作人及他的前上司，稻船敬二表达他的想法，最终稻船同意了请求。自此公司立即投身于游戏制作工作。虽然该游戏为卡普空外包Inti Creates制作，不过Inti Creates可以对游戏的设计及概要自由创作。本作由当时Inti Creates社长会津卓也及稻船敬二共同担任制作人，并由伊藤良太及卡普空的河野祯则共同担任总监。
开发者的一个目标则是将本作做成该系列迄今为止最为困难的一部。游戏系统模型及人物则按照洛克人X系列进行扩展，而X系列则是根据元祖系列进行扩展。在X系列中，杰洛为故事线中的第二主角，然而Inti Creates最初制作该游戏时并没有仔细考虑人物选择。稻船敬二本想将2000年发行的《洛克人X5》作为X系列的最终作，并以杰洛死亡作为故事结尾。当稻船要求他们将杰洛作为本游戏的主角时，开发组同意了，并将杰洛写进了草案里。尽管杰洛在X系列被描绘成一个和善的英雄，设计师们则想要在本作的故事中将善与恶的界限模糊化，于是游戏中便有了如此情节：杰洛和雪儿的反抗军被人类当作恐怖分子而惧怕，而四天王及万神殿则被当作是守护者。选谁为大反派也是开发时的一个重要议题，开发组也经常向卡普空寻求这方面的意见。有一次津田祥寿开玩笑的建议不如把艾克斯做成最终头目，出乎意料的是这份建议最初得到了支持。不过据伊藤良太称，公司后来认为这种做法欠妥，因为儿童玩家更想将艾克斯作为一个英雄，同时卡普空的第三开发部驳回了稻船将结局定在《X5》的建议，并准备继续开发《洛克人X6》，而且不想让主角艾克斯在另一部作品中变成反派，便责令Inti Creates修改，因此开发组在游戏发行前一个月把艾克斯换成了“复制艾克斯”。在修改的这段时间里，编剧们亦将雪儿定为复制艾克斯的创造者，并修改了时间线的概念，加入了复杂的解释使其与雪儿年纪轻轻的状态相吻合，其他则对游戏结局作了调整便于发行续作，并且开发组也认为角色“于自己而言还是比较难忘的”。
游戏人物由中山彻设计，而游戏图形、概念设计以及背景美术由本田东操刀。根据津田的想法，美工们需要将X系列的“机械感”及DASH系列“更人性化的方向感”结合在一起以消除作品在时间线上的隔阂。Inti Creates于东京电玩展向稻船及卡普空的其它员工展示了其概念设计，并在此次展会上润色了许多设计，中山彻称之为“随之而来的试错行动”。首先，尽管本作的杰洛相比X系列中的形象有明显改变从而使消费者能够区分两个系列，稻船依然要求美工们尽可能保持杰洛原来的设计，其后，中山认为电子精灵的设计过于困难，便用闪光的小球及不完全的肖像画取而代之。最后，由于当时游戏中的四天王和艾克斯有着相同的身体结构，并且都参照艾克斯涂成了蓝色，中山便不得不重新上色，并且这样也好在转为精灵图后便于区分。游戏所有曲目均由山田一法作曲，除了“Theme of Zero”该曲来自洛克人X系列，由山本节生作曲。山田想要将洛克人Zero系列的曲风同前作系列区分开来，便形成了“同前作的关卡系统相比，更有着电视或者电影般的既视感”的曲风。

相较于日本版(左)，欧美版(右)淡化了像血一样的机油喷溅场面

卡普空于2002年1月22日在拉斯维加斯的新闻发布会上首次公布本作。其中一份游戏拷贝在1月28日出现在日本举行的第十五届Next Generation World Hobby Fair上。《洛克人Zero》于2002年4月26日在日本正式发布，同年5月本作出现在E3电玩展，为北美发行做准备。2002年9月10日本作开始于美国本土各大商店销售。任天堂宣布将于2002年12月在欧洲发行本作，不过后来提前到了10月31日。值得一提的是，西方国家版本的本地化中将游戏部分暴力元素，尤其是血腥画面（据开发者称实际上是红色的机油）进行了淡化。

## 评价
| 汇总媒体     | 得分   |
| ------------ | ------ |
| GameRankings | 81%    |
| Metacritic   | 82/100 |

| 媒体           | 得分   |
| -------------- | ------ |
| 电脑与电子游戏 | 8/10   |
| 电子游戏月刊   | 8/10   |
| Game Informer  | 8.3/10 |
| GamePro        | [ 35 ] |
| GameSpot       | 8.2/10 |
| GameSpy        | 85/100 |
| GameZone       | 9.1/10 |
| IGN            | 8.8/10 |
| 任天堂力量     | 8.4/10 |
| Fami通         | 26/40  |

本作总体获得了好评，在GameRankings上获得了82%的总分并在Metacritic上得到了82分的总分（满分均为100）。GameSpot称其为2002年10月第二佳Game Boy Advance游戏。
所有评论家都认为本作是洛克人系列中最为困难的一作，其中一位更认为本作不适合年轻玩家或者业余玩家。GameSpy.com的Avi Fryman表示游戏中放弃任务但仍可继续游戏的机制很明智，IGN表示考虑到游戏的难度，即使有人通过新推出的电子精灵来使头目战更为容易打通，也不会有人说他们“菜” 。总体而言，尽管很多人承认电子精灵系统使得困难的游戏简单化，但还是得到了中立的评价。
对游戏的一些普通的抱怨评论，比如有着“隐藏的陷阱”或者在某些场合需要盲跳，则没有引起太大的关注。因为这似乎并没有大大减损游戏体验，且评论家们都在总结中推荐这款游戏。

## 回响
根据卡普空的报告，本作在其发行周期有着极佳的销量。在本作的发行周，该游戏为日本第三大畅销游戏，共售出了66990份。《Fami通》的销量数据表明本作截至2002年6月已卖出135850份，且在2002年年底仅于日本就卖出了231166份。本作的成功衍生出了三部GBA上的续作
，且均由同一制作组及相同的核心成员制作。2006年Inti Creates开始发行该系列的续作，于任天堂DS上发行的《洛克人ZX》及《洛克人ZX·降临》。
2010年，四部洛克人Zero系列游戏收录于任天堂DS上的《洛克人Zero 合集》并于世界范围发行。该合集去除了所有有关死亡及垂死的提及，并加入“简单模式”以及对四部作品的小改动。2019年8月27日卡普空公布新合集系列《洛克人Zero/ZX 传奇合集》，将Zero系列及ZX系列的所有作品囊括其中并且将发布在Microsoft Windows (Steam)、任天堂Switch、PlayStation 4及Xbox One四个平台上，2020年2月25日本作在北美发行，2月27日在日本发行。
除了游戏，亦有关于本作的其它作品。基于Zero系列改编的漫画于2003年6月至2006年2月在小学馆《龙漫CORO-CORO》杂志上连载，由舵真秀斗撰写并作画。卡普空在发布本作后并没有立即发布原声带系列，相反，本作的作曲山田一法领导制作了再编曲集《重灌大碟洛克人Zero》，于2004年1月23日在日本发行，除了21首游戏原声外，本专辑还加入了5首广播剧，亦收录了创作草图、对主创团队的访谈及嘉宾有贺等的致辞。游戏原声则收录在《洛克人Zero游戏音乐大全集 - 洛克人Zero 1~3》(ロックマン ゼロ ゲーム音楽大全集 -ロックマン ゼロ 1~3-)专辑中，由Suleputer于2004年7月1日在日本发行。系列设定集《洛克人Zero官方设定全集》于2006年在日本发行，2008年由Udon娱乐代理在北美发行，本书包含洛克人Zero系列的诸多细节、宣传画、概念作以及对Inti Creates员工的采访。